# Litvánok
A litván (litvánul lietuviai, lietuvis) egy balti nép Észak-Európában. Nagy részük (83,5%) ma az Európai Unió egyik tagállamában, Litvániában él. Nyelvük, a litván nyelv az indoeurópai nyelvcsalád balti ágához tartozik. A legtöbb litván római katolikus vallású. Rokon népek a tőlük északabbra élő lettekkel, latgalokkal és szamogitokkal.

## Litvánia történelme röviden
Litvániát körülbelül Kr. u. 850 óta lakják litván törzsek. Mindaugas király egyesítette 1230-ban ezeket a népcsoportokat, hogy elhárítsák az őket fenyegető lengyel, német, dán és orosz expanziós törekvéseket. Áttért a keresztény hitre, de népe pogány maradt. Mindaugast Geminidas követte a trónon, aki megalapította Vilniust, mely ma az ország fővárosa és tőle indult el Közép-Európa egyik legfontosabb középkori uralkodóháza Jagelló(Jogaila)-dinasztia is. A litvánoknak sokat kellett harcolniuk szomszédaik ellen, ám míg a legtöbb balti népcsoport a Német Lovagrend fennhatósága alá került, Litvánia elkerülte ezt a sorsot. Legyőzte a tatárokat, sőt harcolt a magyarokkal is, akik azonban több ízben felülkerekedtek rajta. Az ő idején elért a Litván Nagyfejedelemség területe egészen a Fekete-tengerig. Egyik unokája, Jogaila házasságot kötött a lengyel hercegnővel. 1386-tól kezdve Litvánia és Lengyelország perszonálunióvá egyesült. Ekkoriban vette fel a litván nép a keresztény vallást. 1410-ben a grünwaldi csatában sikerül legyőzni a német lovagokat. A perszonálunió felei nem voltak egyenlőek, a litvánok alárendelődtek a lengyeleknek. Csak Lengyelország harmadik felosztásakor szakadt meg ez a kapcsolat. 1864-ben az ország, az Orosz Birodalom része lett. Az első világháború után pár évtizedig a másik két balti országhoz hasonlóan önálló állam lehetett. 1940-től pedig szovjet köztársaságként működött. A Szovjetuniótól való függetlenséget 1990. március 11-én kiáltották ki. Az Európai Unióhoz, Magyarországgal és még másik 8 országgal együtt 2004-ben csatlakozott.

## Híres litvánok
Nobel-díjasok:
- Czesław Miłosz (1911–2004) Irodalom - 1980
- Sir Aaron Klug (1926–2018) Kémia - 1987

Egyéb ismert személyiségek:
- Virgilijus Alekna (1972– ) atléta, diszkoszvető, két aranyérmet nyert a Nyári Olimpiai Játékokon (2000, 2004).
- Donatas Banionis (1924–2014) színész. Tarkovszkij: Solaris című filmjében és több német filmben játszott.
- Charles Bronson (1921–2003) amerikai színész. Bár inkább csak litvániai származásúnak tekinthető, ugyanis családja az országban kisebbségként élő lipek tatárok leszármazottja.
- Mikalojus Konstantinas Čiurlionis (1875–1911) festő és zeneszerző. 200 zeneművet, 300 festményt alkotott. Kaunasban múzeum viseli nevét.
- Algirdas Julius Greimas (1917–1992) nyelvész, a szemiotika elméletét gazdagította emellett litván mitológiával is foglalkozott.
- Šarūnas Jasikevičius (1976– ) kosárlabda-játékos több európai klubban. Jelenleg az NBA-ban és az Indianapolisi Nemzeti Kosárlabda Szövetséggel (Indiana Pacers) van szerződése.
- Vytautas Landsbergis (1932– ) az 1990 utáni, független litván politika vezéregyénisége, az Európai Parlament tagja
- Martynas Mažvydas (1510–1563) az első litván nyelven nyomtatott könyv szerzője, szerkesztője (Königsberg, 1547.) Nevét viseli a litván nemzeti könyvtár Vilniusban.
- Jonas Mekas (1922–2019) filmrendező, költő. Emigrált, ő az "amerikai avantgard film atyja". Dokumentumfilmeket is készített.
- Tomas Venclova (1937– ) író, költő, műfordító, a litván emigráció jelentős személyisége, egy Vilnius-útikönyv szerzője.
- Vilhelmas Storosta Vydūnas (1868–1953) litván író és filozófus, a Porosz Litvánia (Prussian Lithuania) nevű kulturális mozgalom vezetője a 20. sz. elején. Az ősi pogány vallás, a Romuva (Romuva) felelevenítéséhez is hozzájárult.

## Fordítás
- Ez a szócikk részben vagy egészben  a   Litauer című német Wikipédia-szócikk fordításán alapul.  Az eredeti cikk szerkesztőit annak laptörténete sorolja fel. Ez a jelzés csupán a megfogalmazás eredetét és a szerzői jogokat jelzi, nem szolgál a cikkben szereplő információk forrásmegjelöléseként.
- Ez a szócikk részben vagy egészben  a   Lithuanian people című angol Wikipédia-szócikk fordításán alapul.  Az eredeti cikk szerkesztőit annak laptörténete sorolja fel. Ez a jelzés csupán a megfogalmazás eredetét és a szerzői jogokat jelzi, nem szolgál a cikkben szereplő információk forrásmegjelöléseként.